# Orchestral Favorites
Orchestral Favorites es un álbum del músico y compositor estadounidense Frank Zappa lanzado el 4 de mayo de 1979 con su propia discográfica DiscReet Records. Es un álbum instrumental y cuenta con la Abnuceals Emuukha Electric Symphony Orchestra, Dave Parlato en el bajo, Terry Bozzio a la batería y Emil Richards en la percusión. Este es el tercer álbum en el que Zappa utilizó una orquesta, después de Lumpy Gravy y 200 Motels. Contiene una versión instrumental de la canción "The Duke of Prunes" del álbum de 1967 Absolutely Free y la pista "Strictly Genteel" de 200 Motels.

## Lista de canciones

### Cara A
1. "Strictly Genteel" – 7:04
2. "Pedro's Dowry" – 7:41
3. "Naval Aviation in Art?" – 1:22

### Cara B
1. "Duke of Prunes" – 4:20
2. "Bogus Pomp" – 13:27

## Posicionamiento
Álbum - Billboard (Estados Unidos)
| Año  | Lista      | Posición |
| ---- | ---------- | -------- |
| 1979 | Pop Albums | 168      |